# TWAIN
TWAIN is de bekendste industriestandaard om data via een scanner in een computer in te lezen. 
Het woord twain is een verouderd synoniem voor two. Soms wordt de naam onterecht uitgelegd als de afkorting voor Technology Without An Interesting Name ("technologie zonder interessante naam") of varianten hierop.
TWAIN is een API die grafische applicaties, zoals dtp (desktoppublishing) en beeldverwerkingsprogramma's, de mogelijkheid biedt om de scanner aan te sturen en de gescande beelden schijnbaar automatisch te importeren.
TWAIN wordt sinds 1992 ontwikkeld door een comité van betrokken partijen, de TWAIN Working Group. Het systeem is bedoeld voor gebruik door desktop-pc's en thuisscanners. De applicatie die standaard met een scanner meegeleverd wordt, moet met TWAIN ondersteund kunnen worden. Door de toename van het aantal scanners en de uitbreiding in functie en complexiteit van de gebruikte scanapplicaties is het bijhouden van de TWAIN-standaard lastig.

## Alternatieven
Alternatieven voor TWAIN zijn ISIS of WIA (Microsoft Windows Image Acquisition).